# Engerwitzdorf
Engerwitzdorf ist eine Gemeinde  in Oberösterreich im Bezirk Urfahr-Umgebung im unteren Mühlviertel mit 9092 Einwohnern (Stand 1. Jänner 2024). Die Gemeinde liegt im Gerichtsbezirk Urfahr.
Die ursprünglich rein bäuerliche Gemeinde rings um Gallneukirchen hat keinen eigentlichen Kernort, sie setzt sich aus 30 Streusiedlungen zusammen. Nur ein kleiner Teil der Bewohner lebt in der namensgebenden Ortschaft. Auf Grund der Nachbarschaft zu Linz und der attraktiven Lage gehört Engerwitzdorf zu den am schnellsten wachsenden Gemeinden Österreichs. In Schweinbach und Mittertreffling haben sich zwei Kerne mit dichterer Bebauung und entsprechender Infrastruktur (Schulen, Einkaufszentren und anderem) gebildet, ansonsten herrschen Einfamilienhäuser und traditionelle bäuerliche Ortschaften vor. Große Teile des Gemeindegebiets sind weiterhin von der Land- und Forstwirtschaft bestimmt.

## Geografie
Engerwitzdorf liegt auf 333 m Höhe im unteren Mühlviertel. Die Ausdehnung beträgt von Nord nach Süd 7,5 und von West nach Ost 11,0 Kilometer. Die Gesamtfläche beträgt 41,08 Quadratkilometer.

### Gemeindegliederung
Die Katastralgemeinden von West nach Ost: KG Niederkulm (45632), KG Holzwiesen (45626), KG Klendorf (45629), KG Engerwitzdorf (45623)
Das Gemeindegebiet umfasst folgende Ortschaften (in Klammern Einwohnerzahl Stand 1. Jänner 2024):
- Aigen (58)
- Amberg (109)
- Au (62)
- Außertreffling (860) samt Außertreffling-Siedlung
- Bach (351)
- Edtsdorf (97)
- Engerwitzberg (157)
- Engerwitzdorf (745) samt Engerwitzdorf-Siedlung
- Gallusberg (366) samt Gallusberg-Siedlung
- Gratz (64)
- Haid (497)
- Hohenstein (44)
- Holzwiesen (144)
- Innertreffling (622)
- Klendorf (241)
- Langwiesen (21)
- Linzerberg (972) samt Linzerberg-Siedlung und Martinstift
- Mittertreffling (1304)
- Niederkulm (70)
- Niederreitern (87)
- Niederthal (103)
- Oberreichenbach (139)
- Oberthal (105)
- Schmiedgassen (129)
- Schweinbach (1433)
- Steinreith (93)
- Unterreichenbach (35)
- Weingraben (23)
- Wolfing (47)
- Zinngießing (114)

### Nachbargemeinden
| Altenberg bei Linz | Alberndorf in der Riedmark Gallneukirchen   | Unterweitersdorf              |
| Linz               | Kompassrose, die auf Nachbargemeinden zeigt | Wartberg ob der Aist Katsdorf |
| Steyregg           | Luftenberg an der Donau                     | St. Georgen an der Gusen      |

## Geschichte

### Ortsgeschichte
Von der frühgeschichtlichen Besiedlung zeugen die steinzeitlichen Funde um Engerwitzdorf und die rund 25 denkmalgeschützten Hügelgräber im Ogsteiner Wald.
Ursprünglich im Ostteil des Herzogtums Bayern liegend, gehörte der Ort seit dem 12. Jahrhundert zum Herzogtum Österreich, seit 1490 zum Fürstentum Österreich ob der Enns.
Eine ins Jahr 1125 datierte Urkunde erwähnt den Ort als Engilboldistorf. Eine weitere Urkunde stammt vom Stift Göttweig aus dem Zeitraum 1122 bis 1130 und verwendet die Bezeichnung Engilboltisdorf, wobei der Ortsname vom Personennamen Engilpolt herzuleiten ist. In der ins Jahr 1125 datierten Urkunde werden auch bereits die Ortschaften Klendorf, Wolfing, Bach und (Nieder-/Ober-)thal genannt. Im Jahr 1230 wird ein Ortolfus de Sweinpach erwähnt, wobei der Name des Hauptortes Schweinbach von einem Seitenbach der Großen Gusen stammt, an dem sich gerne Wildschweine aufhielten.
Während der Napoleonischen Kriege war der Ort mehrfach besetzt, ist seither wieder bei Oberösterreich.
Nach dem Anschluss Österreichs an das Deutsche Reich am 13. März 1938 wurde Oberösterreich zum Gau Oberdonau. Nach 1945 erfolgte die Wiederherstellung Oberösterreichs.
Ab Sommer 1938 „organisierte“ sich das Militär Gründe für den bis heute genutzten Garnisonsübungsplatz Treffling, in dessen Bereich einige Gebiete der Gemeinden Engerwitzdorf, Linz und Steyregg im Jahr 2017 zum Sperrgebiet erklärt wurden.

## Kultur und Sehenswürdigkeiten

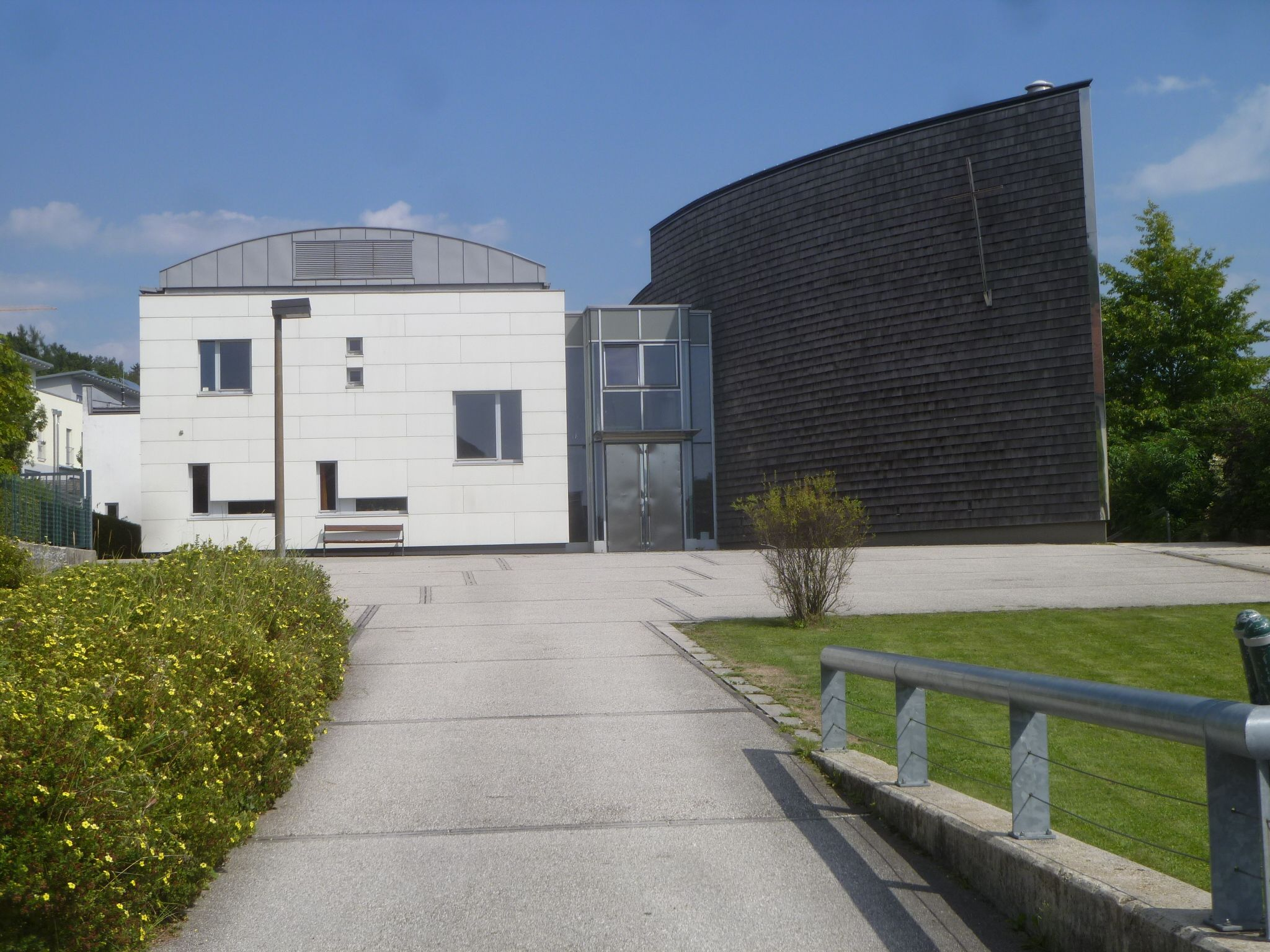
Pfarrkirche Treffling

- Katholische Pfarrkirche Treffling Christus der Auferstandene
- Reste vom Burgstall Hohenstein und die Filialkirche Hohenstein: Das Ägidikirchlein am Hohenstein wurde im 13. Jahrhundert auf einer hohen Felskanzel errichtet und war ursprünglich wohl Bestandteil einer bereits im 14. Jahrhundert zerstörten Burg.
- In der Ortschaft Gratz befinden sich die stark verschliffenen Reste einer Ringwallanlage, von der sich der Name des Ortes ableitet (slawisch „grad“ oder „hradec“ = Burg).[4][8]

## Wirtschaft und Infrastruktur

### Verkehr
Das Gemeindegebiet wird durch die A7 (Mühlkreis Autobahn) geteilt. Im Gemeindegebiet befinden sich drei Auf-/Abfahrten (Treffling, Gallneukirchen, Engerwitzdorf). Weiters führt die B125 (Prager Straße) durch das Gemeindegebiet.
Aufgrund der Nähe zu Linz und des gut ausgebauten Anschlusses für den Individualverkehr kann die Gemeinde Engerwitzdorf einen überdurchschnittlichen Zuzug verzeichnen.
Die geplante Regio-Tram, die Pregarten mit Linz verbinden wird und dabei den nördlichen Schienenanschluss an das Linzer Straßenbahnnetz bilden wird, führt ebenfalls durch das Gemeindegebiet von Engerwitzdorf. Teile von Engerwitzdorf und Treffling werden von der Regio-Tram profitieren. Ende 2024 wurde die Trasse beschlossen und die konkreten Planungen aufgenommen.
Früher führte die Pferdeeisenbahn Linz-Budweis ebenfalls über das Gemeindegebiet von Engerwitzdorf. Entlang eines Wanderweges kann man der alten Trasse folgen. Die Trasse führte von Linz über Engerwitzdorf nach Freistadt und weiter über die Staatsgrenze nach Budweis.

## Politik

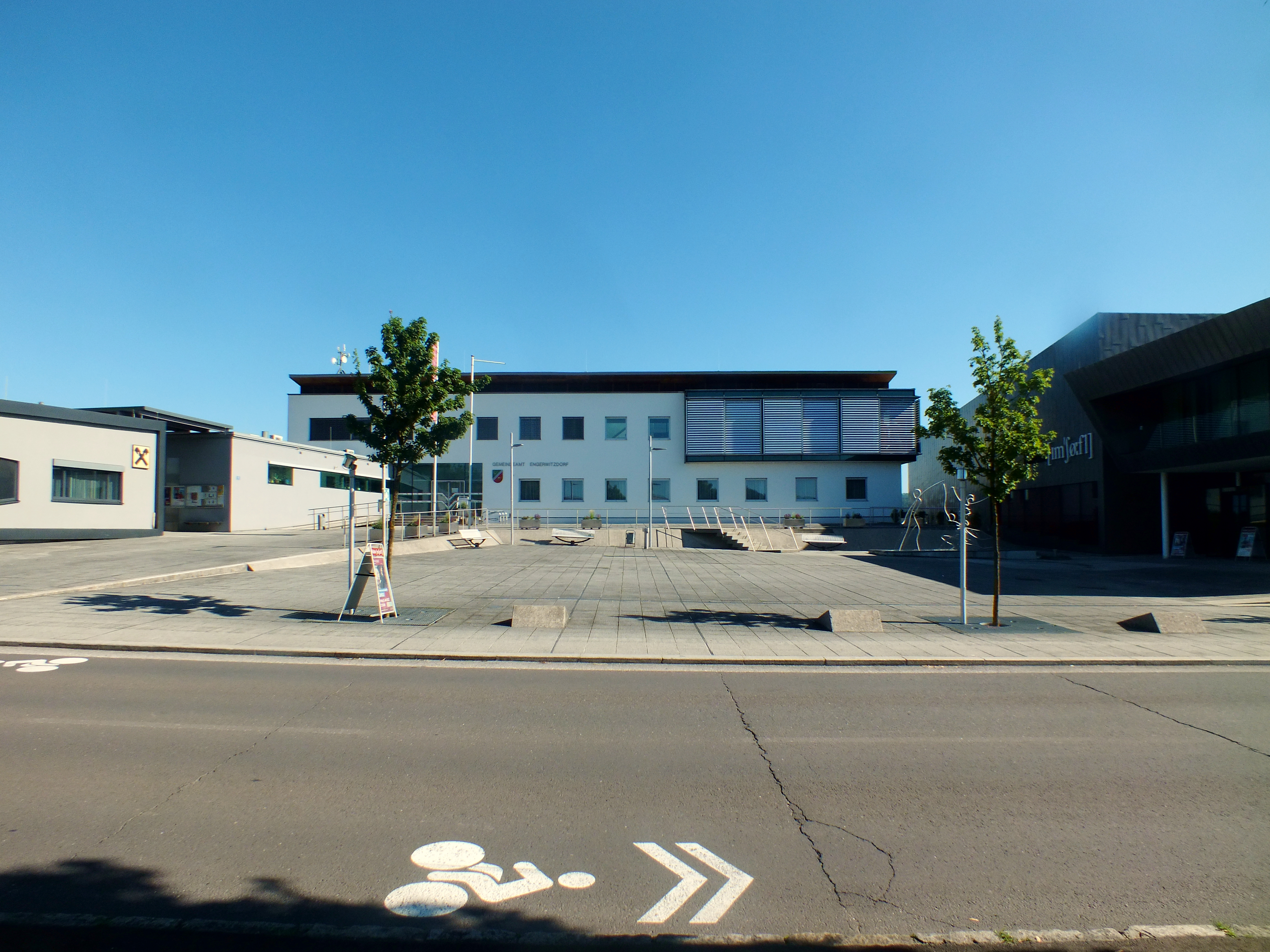
Gemeindeamt in Schweinbach, dem Hauptort der Gemeinde

### Gemeinderat
Der Gemeinderat hat 37 Mitglieder.
- Mit den Gemeinderats- und Bürgermeisterwahlen in Oberösterreich 1991 hatte der Gemeinderat folgende Verteilung: 26 ÖVP, 7 SPÖ, 2 FPÖ und 2 BfE (Bürgerliste für Engerwitzdorf).(*) Die Grünen sind von 1991 bis 2003 als Bürgerliste für Engerwitzdorf BfE angetreten.
- Mit den Gemeinderats- und Bürgermeisterwahlen in Oberösterreich 1997 hatte der Gemeinderat folgende Verteilung: 21 ÖVP, 9 SPÖ, 4 FPÖ und 3 BfE (Bürgerliste für Engerwitzdorf).
- Mit den Gemeinderats- und Bürgermeisterwahlen in Oberösterreich 2003 hatte der Gemeinderat folgende Verteilung: 22 ÖVP, 11 SPÖ, 3 BfE (Bürgerliste für Engerwitzdorf) und 1 FPÖ.
- Mit den Gemeinderats- und Bürgermeisterwahlen in Oberösterreich 2009 hatte der Gemeinderat folgende Verteilung: 21 ÖVP, 9 SPÖ, 4 FPÖ und 3 GRÜNE.
- Mit den Gemeinderats- und Bürgermeisterwahlen in Oberösterreich 2015 hatte der Gemeinderat folgende Verteilung: 20 ÖVP, 6 SPÖ, 6 FPÖ und 5 GRÜNE.
- Mit den Gemeinderats- und Bürgermeisterwahlen in Oberösterreich 2021 hat der Gemeinderat folgende Verteilung: 17 ÖVP, 8 GRÜNE, 7 SPÖ und 5 FPÖ.[10]

### Bürgermeister
- 1907–1937 Franz Wöckinger[11]
- 1938–1940 Josef Winklehner
- 1940–1945 Leopold Fischerlehner
- 1945–1951 Ignaz Hattmannsdorfer
- 1952–1973 Leopold Schöffl
- 1973–1989 Johann Buchmayr
- 1989–2014 Johann Schimböck (ÖVP)
- seit 2014 Herbert Fürst (ÖVP)

### Online-Dienste
Die Gemeindeverwaltung bietet den Bürgern an, bestimmte Formulare direkt zuhause auszustellen, um dadurch die Behördengänge zu vereinfachen. Die Bürger können daher mittels Webformular beispielsweise Anträge auf Sperrstundenverlängerung oder Bewerbungsbögen direkt von zuhause aus via Internet einreichen. Die Formularlösung basiert auf AFORMSSOLUTION vom österreichischen IT-Unternehmen aforms.

### Wappen
Blasonierung: Durch einen silbernen Schräglinksbalken, belegt mit einem grünen Leistenstab, geteilt; oben in Grün ein goldenes Hirschgeweih, unten in Rot eine goldene, heraldische Rose mit silbernen Kelchblättern. Die Gemeindefarben sind Rot-Weiß-Grün.
Das Hirschgeweih verweist auf die langjährige Jagdtradition in der Gemeinde. Seit 1900 gibt es zwei selbständige Jagdreviere mit insgesamt über 4.000 ha. – Die heraldische Rose ist dem Familienwappen der Engelpoldsdorfer entlehnt; der Sitz dieses freien Geschlechtes befand sich im Bereich der Ortsgemeinde, kann jedoch nicht sicher lokalisiert werden. – Die Mühlkreisautobahn A 7 vom Knoten Linz (A 1) nach Unterweitersdorf – im Wappen als silberner Schrägbalken mit grüner Mittelleiste – durchquert in einer Länge von 9,5 km das Gemeindegebiet und hat hier zwei Vollanschlüsse (in Mittertreffling und Engerwitzdorf) und einen Halbanschluss (in Schweinbach).

## Persönlichkeiten

### Söhne und Töchter der Gemeinde
- Siegfried Hartwagner (1916–2000), Kunsthistoriker und Landeskonservator von Kärnten
- Richard Pils (* 1946), Verleger
- Richard Wall (* 1953), bildender Künstler, Schriftsteller und Übersetzer
- Johannes Enzenhofer (* 1965), Triathlet

### Mit der Gemeinde verbundene Persönlichkeiten
- Anatole Ak (* 1956), Maler
- Paul Tiedemann (1935–2014), deutscher Handballspieler und -trainer, starb hier